# Huaping, Guangdong
Huaping (kinesiska: 花坪) är en köping i sydöstra Kina. Den ligger i stadsdistriktet Zhenjiang i staden Shaoguan i provinsen Guangdong, omkring 210 kilometer norr om provinshuvudstaden Guangzhou. Antalet invånare är 5 445. Befolkningen består av 2 658 kvinnor och 2 787 män. Barn under 15 år utgör 19,0 %, vuxna 15-64 år 71 %, och äldre över 65 år 8,0 %.